# Relación antitransitiva
Una relación binaria R sobre un conjunto A es antitransitiva cuando si dado un primer elemento relacionado con otro y ese otro relacionado con un tercero, entonces el primero no está relacionado con el tercero. Es decir:
{\displaystyle \forall x,y,z\in A:\quad xRy\quad \land \quad yRz\quad \Rightarrow \quad \neg (xRz)}

## Relaciones transitivas
Para entender correctamente que son las relaciones antitransitivas, es imprescindible conocer que son las relaciones transitivas. Se dice que una relación binaria es transitiva cuando dado que un primer elemento relacionado con otro y ese otro está relacionado con un tercero, entonces el primero está relacionado con el tercero:
{\displaystyle \forall x,y,z\in A:\quad xRy\quad \land \quad yRz\quad \Rightarrow \quad xRz}

## ¿Qué es lo opuesto a la transitividad?
En el lenguaje matemático, se utiliza intransitividad, que no antitransitividad, para referirse a la no transitividad. Por lo que toda relación que no es transitiva es intransitiva:
{\displaystyle \neg (\forall x,y,z\in A:\quad xRy\quad \land \quad yRz\quad \Rightarrow \quad xRz)}
O lo que es lo mismo:
{\displaystyle \exists x,y,z\in A:\quad xRy\quad \land \quad yRz\quad \land \quad xRz}

#### ¿En qué difieren la intransitividad y la antitransitiva?
La intransitividad se utiliza para referirse a la propiedad más fuerte y estricta de la antitransitividad. Una relación puede ser a la vez transitiva y antitransitiva, pues en caso de que no se cumpla el antecedente ambas serán verdaderas, pero esto es algo que nunca ocurrirá con la intransitiva, pues toda relación que sea transitiva no es intransitiva y toda relación que no sea transitiva es intransitiva.

## Ejemplos de antitransitiva
- En la relación '>', si A > B y B > C, entonces es imposible que C > A. Algo que no ocurre si lo se amplía a mayor o igual que (>=).

- Si A es el padre de B y B es el padre de C, no puede ocurrir que C sea el padre de A. Si en vez de "ser padre de" estuviéramos hablando de "ser hermano de", no sería antitransitiva, sino que sería transitiva.

- En la relación "ser el doble de", si A está relacionado con B y B con C, no puede ocurrir que C esté relacionado con A.